# Fonction à variation lente
 (novembre 2022).
En analyse réelle, une fonction à variation lente est une fonction d'une variable réelle dont le comportement à l'infini est similaire à celui d'une fonction qui converge à l'infini. De même, une fonction variant régulièrement est une fonction d'une variable réelle dont le comportement à l'infini est similaire à celui d'une fonction de loi de puissance (comme un polynôme) proche de l'infini. Ces deux classes de fonctions ont été introduites par Jovan Karamata, et ont trouvé plusieurs applications importantes, par exemple en théorie des probabilités.

## Définitions
La théorie de Karamata a pour objet l'étude de relations asymptotiques de la forme
{\displaystyle {\lim _{x\to \infty }{\frac {L(ax)}{L(x)}}}=g(a)\in (0,\infty )}.
En particulier, une fonction mesurable {\displaystyle L:(0,\infty )\to (0,\infty )} est dite à variation lente (à l'infini) si, pour tout {\displaystyle a>0}, on a
{\displaystyle \lim _{x\to \infty }{\frac {L(ax)}{L(x)}}=1}.
Une fonction {\displaystyle L:(0,\infty )\to (0,\infty )} est à variation régulière si, pour tout {\displaystyle a>0}, on a
{\displaystyle \lim _{x\to \infty }{\frac {L(ax)}{L(x)}}\in \mathbb {R} _{+}}.
En particulier, la limite doit donc être finie.
Ces définitions sont dues à Jovan Karamata,. 

## Propriétés de base
Les fonctions à variation régulière ont des propriétés importantes dont une partie est détaillée ci-dessous. Des analyses plus poussées des propriétés caractérisant la variation régulière sont présentées dans la monographie de Bingham, Goldie & Teugels (1987).

### Uniformité du comportement limite
Dans les deux définitions, les limites sont uniformes sur des parties compactes du paramètre {\displaystyle a>0}.

### Théorème de caractérisation de Karamata
Théorème — Tout fonction à variation régulière  est de la forme
{\displaystyle f(x)=x^{\beta }L(x)}
où {\displaystyle \beta } est un nombre réel et {\displaystyle L} et une fonction à variation lente.
Cela implique que la fonction {\displaystyle g(a)=\lim _{x\to \infty }{\frac {L(ax)}{L(x)}}} dans la définition est nécessairement de la forme :
{\displaystyle g(a)=a^{\rho }}
pour un nombre réel {\displaystyle \rho } ; ce nombre est appelé l'indice de variation régulière, et la classe des fonctions de cet indice est notee {\displaystyle R_{\rho }}

### Théorème de représentation de Karamata
Théorème — Une fonction {\displaystyle L} varie lentement si et seulement s'il existe un nombre  {\displaystyle B>0} tel que pour tout {\displaystyle x\geq B} , la fonction peut s'écrire sous la forme 
{\displaystyle L(x)=\exp \left(\eta (x)+\int _{B}^{x}{\frac {\varepsilon (t)}{t}}\,dt\right)}
où {\displaystyle \eta (x)} est une fonction bornée mesurable qui converge vers un nombre fini quand {\displaystyle x} tend vers l’infini et {\displaystyle \varepsilon } est une fonction mesurable bornée qui tend vers 0 quand {\displaystyle x\to \infty }.

### Théorème de Karamata
Théorème — Si {\displaystyle f\in R_{\rho }} et {\displaystyle \sigma >-(\rho +1)}, alors
{\displaystyle {\frac {x^{\sigma +1}f(x)}{\int _{a}^{x}{t^{\sigma }f(t)}{dt}}}\rightarrow \sigma +\rho +1(x\rightarrow \infty ).}
Cela signifie que la fonction {\displaystyle L}
dans la formule {\displaystyle f(x)=x^{\rho }L(x)}
se comporte asymptotiquement comme une constante sous l'intégration. Inversement, l'équation implique {\displaystyle f\in R_{\rho }}.

## Exemples
- Si {\displaystyle L} est une fonction mesurable et a une limite

{\displaystyle \lim _{x\to \infty }L(x)=b\in (0,\infty ),}
alors {\displaystyle L} est une fonction variant lentement.
- La fonction {\displaystyle L(x)=\log ^{\beta }(x)} varie lentement pour tout nombre réel {\displaystyle \beta }.
- Ni la fonction {\displaystyle L(x)=x} ni la fonction {\displaystyle L(x)=x^{\beta }} pour {\displaystyle \beta \neq 0} ne varie lentement. Cependant, ces fonctions varient régulièrement.

## Applications
Une application importante de la théorie de Karamata à l'analyse est le théorème taubérien de Karamata (ou théorème de Hardy-Littlewood-Karamata) : 
Théorème — Soit {\displaystyle f\in R_{\rho }} (avec 
{\displaystyle \rho \geq 0}) une fonction croissante, avec la transformée de Laplace-Stieltjes
{\displaystyle {\widehat {f}}(s)=\int _{0}^{\infty }{e^{-sx}}{df(x)}}.
On a  {\displaystyle f(x)\sim c{{x^{\rho }L(x)}/{\Gamma (1+\rho )}}} quand 
{\displaystyle x\rightarrow \infty } 
avec {\displaystyle c\geq 0}, 
et {\displaystyle L\in R_{0}}
si et seulement si {\displaystyle {\widehat {f}}(s)\sim cs^{-\rho }L({1/s})} 
( {\displaystyle s\downarrow 0} ).
La réunion des classes  {\displaystyle R_{\rho }},  pour  {\displaystyle \rho \in \mathbb {R} }, est la classe des fonctions à variation régulière notée {\displaystyle R}. Cette classe est contenue dans la classe plus large ER des fonctions régulières étendues, elle-même incluse dans la classe OR des fonctions à  variation 0-régulière : {\displaystyle R\subset ER\subset OR}. 
De même qu'une fonction {\displaystyle f\in R} possède un indice {\displaystyle \rho } de variation régulière, et donc {\displaystyle f\in R_{\rho }}, une fonction {\displaystyle f\in ER}  admet un couple {\displaystyle (c(f),d(f))} d'indices de Karamata supérieurs et inférieurs (et ceux-ci sont égaux si et seulement si {\displaystyle f\in R}) et une fonction {\displaystyle f\in OR} possède une paire {\displaystyle \alpha (f),\beta (f)} d'indices de Matuszewska supérieur et inférieur. Ces classes  ER et OR ont des propriétés analogues à celles décrites ci-dessus, par exemple, les théorèmes de convergence uniforme et de représentation sont valables.
La théorie de Karamata a été largement utilisée dans plusieurs domaines de l'analyse, comme les théorèmes taubériens et abéliens et le théorème de Mercer, la théorie de Levin-Pfluger de  croissance complètement régulière des fonctions entières, et est également utile dans les questions asymptotiques en théorie analytique des nombres.  Elle a été largement utilisée aussi en théorie des probabilités, à la suite des travaux de W. Feller.

## Voir également
- Théorie analytique des nombres
- Théorème taubérien de Hardy-Littlewood et son traitement par Karamata.

## Articles liés
- Théorie analytique des nombres
- Théorème taubérien de Hardy-Littlewood et son traitement par Karamata